# Bielawa (Międzyodrze)

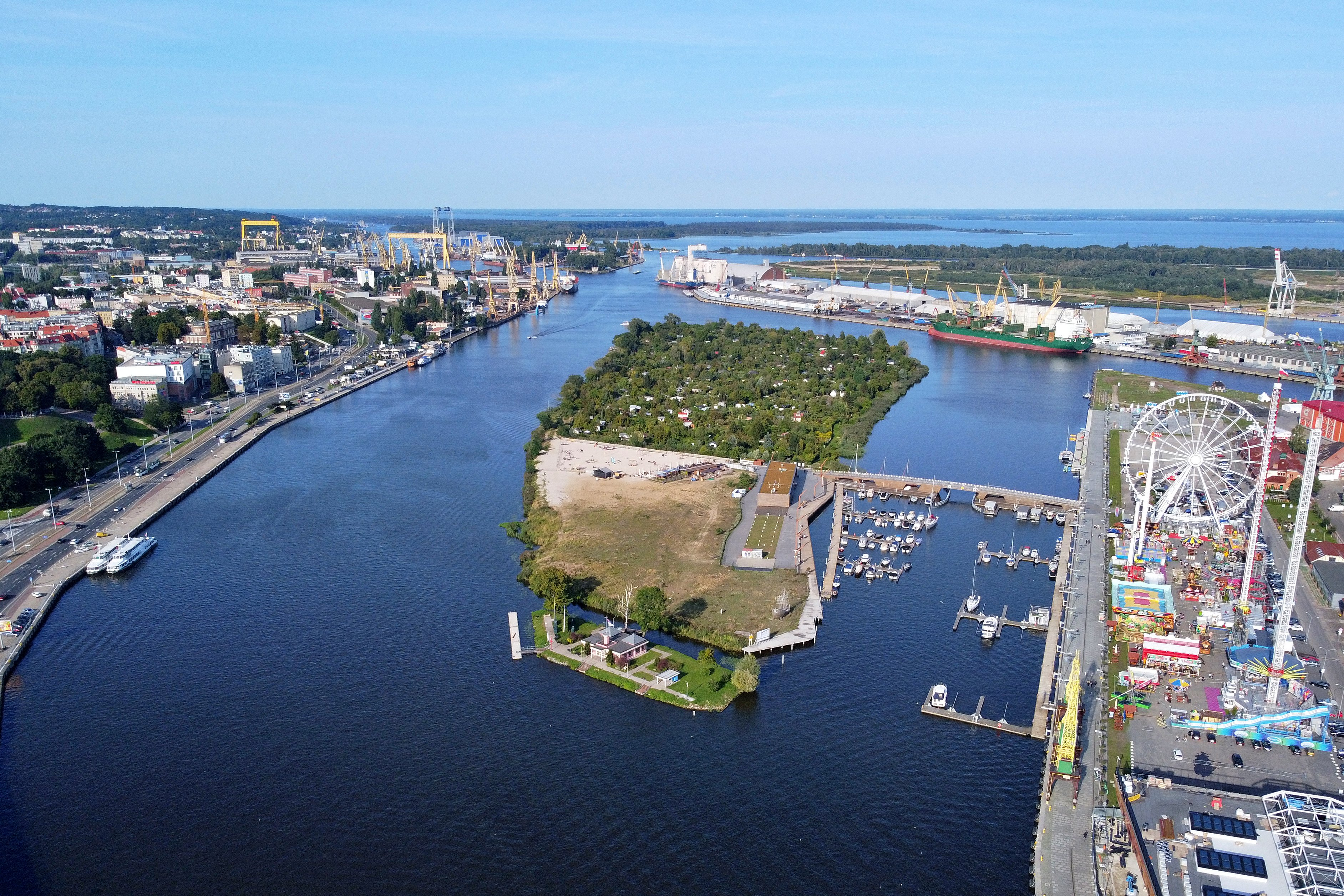
Widok na Odrę (po lewej) i Duńczycę (po prawej) znad estakady Trasy Zamkowej. Po lewej stronie Wały Chrobrego, na wprost Bielawa, za nią Wyspa Grodzka po prawej Łasztownia

Bielawa (do 1945 niem. Bleichholm) – wyspa rzeczna na Międzyodrzu w Szczecinie, w akwatorium portu morskiego Szczecin. Leży w widłach Odry i Duńczycy vis-a-vis Wałów Chrobrego.

## Charakterystyka
Powstała w sztuczny sposób – przez wykonanie kanału „odcinającego” południowy kraniec obecnej Wyspy Grodzkiej. Pojawia się już na planie miasta autorstwa Matthäusa Meriana wydanym pośmiertnie w 1652 roku. W 2007 roku na wyspie wzniesiono Centrum Zarządzania Bezpieczeństwem (m.in. rzeczny komisariat policji i centrum łączności) początkowo do zabezpieczenia finałów The Tall Ships' Races 2007, a docelowo ma być to stanowisko dowodzenia w czasie organizowanych na Wałach Chrobrego czy Łasztowni imprez masowych. Wykorzystywane będzie szczególnie w czasie sezonu wodnego – od wiosny do późnej jesieni.